# Quoya (slak)
Quoya is een geslacht van weekdieren uit de klasse van de Gastropoda (slakken).

## Soort
- Quoya indica Labbé, 1934